# キ45 (航空機)
川崎 キ45
- 用途：戦闘機
- 分類：複座戦闘機
- 設計者：井町勇
- 製造者：川崎航空機工業
- 運用者：大日本帝国陸軍
- 初飛行：1939年
- 生産数：11機
- 運用状況：不採用・退役

キ45は、第二次世界大戦開戦前に試作された大日本帝国陸軍の戦闘機。開発・製造は川崎航空機工業。性能不足のため不採用となったが、本機を大幅に再設計することにより後の二式複座戦闘機が誕生した。

## 開発
1930年代半ばから後半にかけて欧米各国で盛んになった双発多座戦闘機の開発に乗った形で、日本陸軍は1937年（昭和12年）に中島、三菱、川崎に対して複座戦闘機の開発を指示した。キ38と名づけられた川崎の試作機は、ハ9液冷エンジンを搭載した双発機で実物大模型まで完成していたが、軍の複座戦闘機に対する方針が確立されておらず、その年の12月末に開発中止となった。しかし陸軍は、改めてキ38を基礎とした複座戦闘機をキ45として開発することを川崎に命じた。
キ45に対する要求は、
- ハ20乙空冷式エンジン搭載の、爆撃機護衛用の双発単葉複座戦闘機
- 最高速度は540 km/h
- 航続時間は4時間40分
- 武装は固定機関砲1門、固定機関銃2丁、旋回機銃1丁

というものだった。川崎では井町勇技師を設計主任に据えて、1938年（昭和13年）1月から設計に着手したが、双発の空冷式エンジンの機体や引き込み式の主脚など川崎としては初めての機種だったため設計には苦心した。しかし、10月に設計を完了させ、翌1939年（昭和14年）1月に試作1号機を完成させた。

## 審査～不採用
完成した機体は楕円テーパー翼を持ったスリムな双発機で、胴体下部に20mm機関砲を1門、機首に7.7mm固定機銃を2丁、後部席に7.7mm旋回銃を1丁装備しており、当時の日本製の戦闘機としては重武装だった。主脚は手動引き込み式で、引き込み時には車輪の一部がナセル外に露出していた。試作機が3機完成後社内テストを行ったが、その結果は、エンジンの不調、脚引き込み装置の作動不良、ナセル・ストールの発生による安定性不良など散々なものだった。改修を重ね1939年11月には陸軍による審査が行われたが、その時もエンジンのパワー不足から最高速度は軍の要求値よりも60 km/h下回り、エンジン不良、脚の動作不良等実用面に問題があった上、これは、ある意味で当たり前ではあるが単座戦闘機である九五式戦闘機、九七式戦闘機との模擬空中戦でも惨敗を喫し、軍からは「複座戦闘機として失格」と判定されてしまった。
しかし、川崎では本機に対する改良策を継続していた。試作1 - 3号機については、カウルフラップやプロペラスピナーを追加し、イボ付カウリングやダクテッドスピナーの装着も試験された。また、試作3号機からは、脚の引き込みが電動式となった。その後、増加試作機を3機製作した後、1940年（昭和15年）4月に、本機の性能向上第1案として、エンジンをハ25に換装することになり試作第7号機から実施されることになった。この後試作機は11号機まで作られた他、試作4 - 6号機もエンジンをハ25に換装した。また、エンジン換装によってナセルを再設計して、車輪をナセル内に完全に引き込むようになっていた。エンジンの換装の効果もあって、最高速度は40 km/h向上した。しかし、ナセル・ストールに相変わらず悩まされ、陸軍はこれ以上の本機の性能向上は無理と判断し、1940年10月にキ45の不採用を決定した。
もっとも、陸軍では双発複座戦闘機の開発を諦めた訳ではなく、本機の不採用と同時にキ45性能向上第2案型の開発を命じた。既に川崎では、土井武夫技師を主務者としてキ45の再設計に着手しており、この機体がキ45改（後の二式複座戦闘機）となった。

## 諸元
試作機
- 全長：10.26m
- 全高：3.57m
- 全幅：14.50m
- 全備重量：3,750kg
- エンジン：中島ハ20乙 空冷9気筒　出力 790hp×2
- 最大速度：480 km/h
- 航続距離：1,750km
- 武装：
  - 7.7mm機関銃×3
  - 20mm機関砲×1